# Montenegró földrajza
Montenegró egy kicsi, hegyvidéki állam a Balkán-félsziget délnyugati részén. Montenegrót Horvátország, Bosznia-Hercegovina, Szerbia, Koszovó, Albánia és az Adriai-tenger határolja. Annak ellenére, hogy kis ország a maga 13812 km²-ével, nagyon változatos a domborzati viszonyait tekintve.

## Domborzat

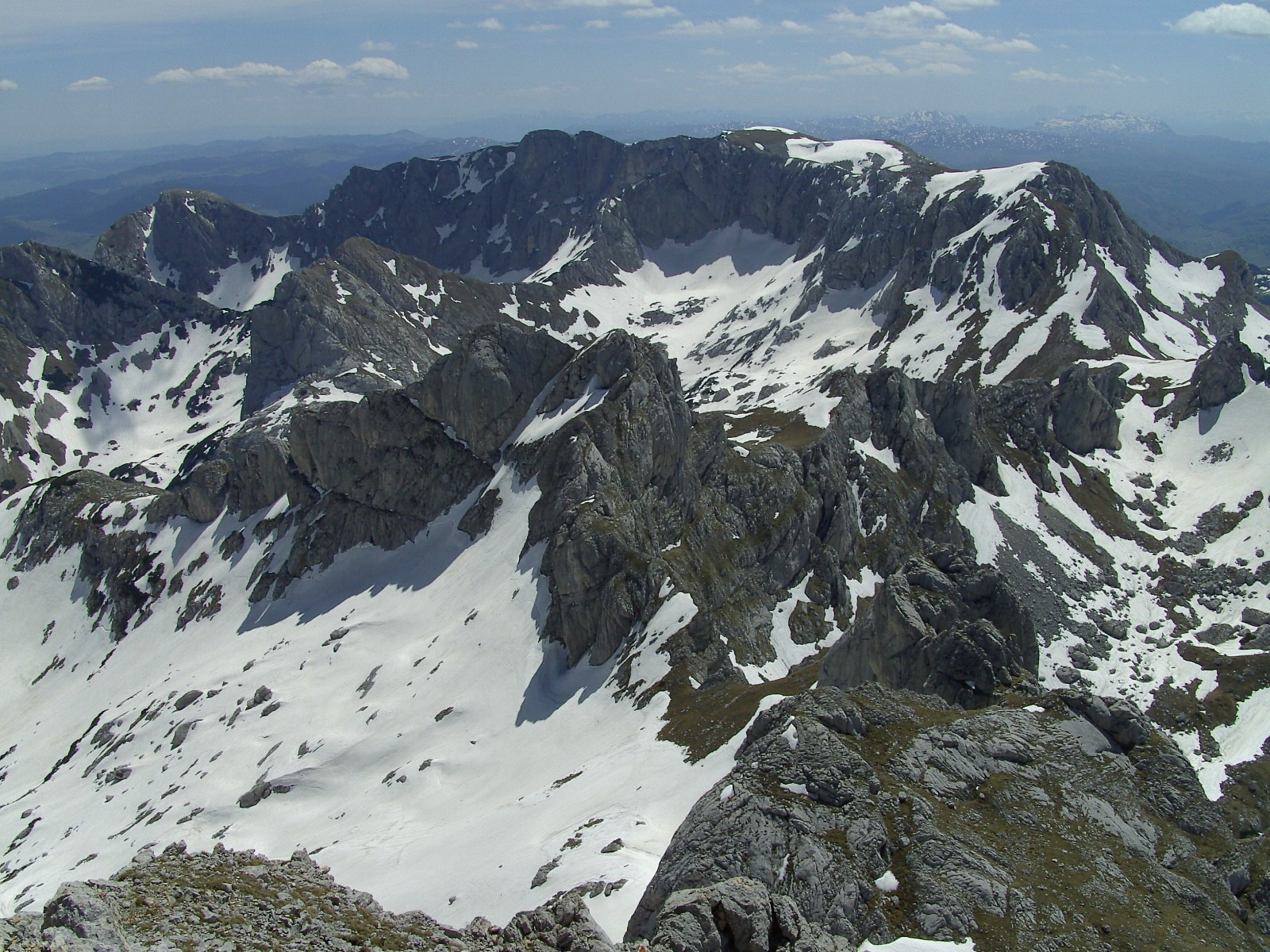
Durmitor, Montenegró északi része

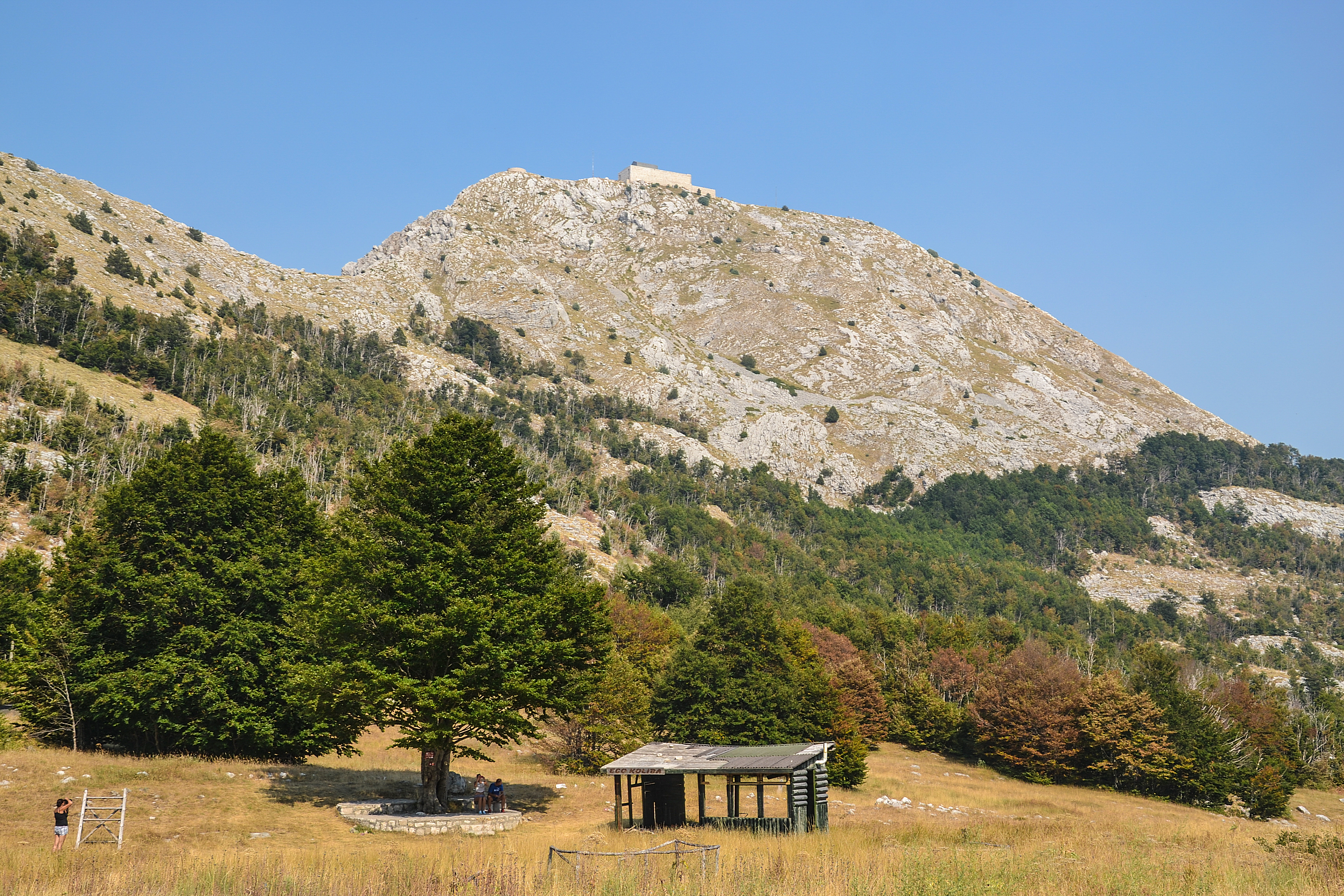
Lovćen, Montenegró déli része

Montenegró három nagyobb tájegységre osztható: az ország 2/3-át (északi és keleti térséget) uraló magashegyi vonulatokra, a középső síkvidéki szegmensre és a majd 300 km-es, keskeny tengerparti részre.
A ország hegyvidéke a Dinári-hegység déli ágát jelenti. Az átlagosan több mint 2000 méteres montenegrói hegyek (Bjelasica-, Biogradi-, Prokletje-hegység, Durmitor) legmagasabb pontja a montenegrói-albán határ közelében, a Prokletijében található 2534 méter magas Zla Kolata. A Montenegrói-Magas-karszt az északnyugati részén fellelhető meredek hegység. Itt található az ország leghíresebb csúcsa, a Durmitor 2523 méteres pontja, a Bobotov Kuk.
A Zeta folyó völgye, más néven a Bjelopavlići síkság, a délnyugati részen egyesül Montenegró másik jelentős alföldjével a Zeta síksággal. A Zeta síkság a Shkodrai-tótól északra húzódik 40 méteres magasságban. Manapság Montenegróban e két síkságon élnek a legnagyobb számban, így a két legnagyobb város Podgorica és Nikšić is itt található. Ezen síkvidéki tájat a Krivošije-, a Lovćen-, a Rumija-, a Golija-, a Prekornica-, a Žijovo- és a Komovi-hegységek határolják.

### Tengerpart

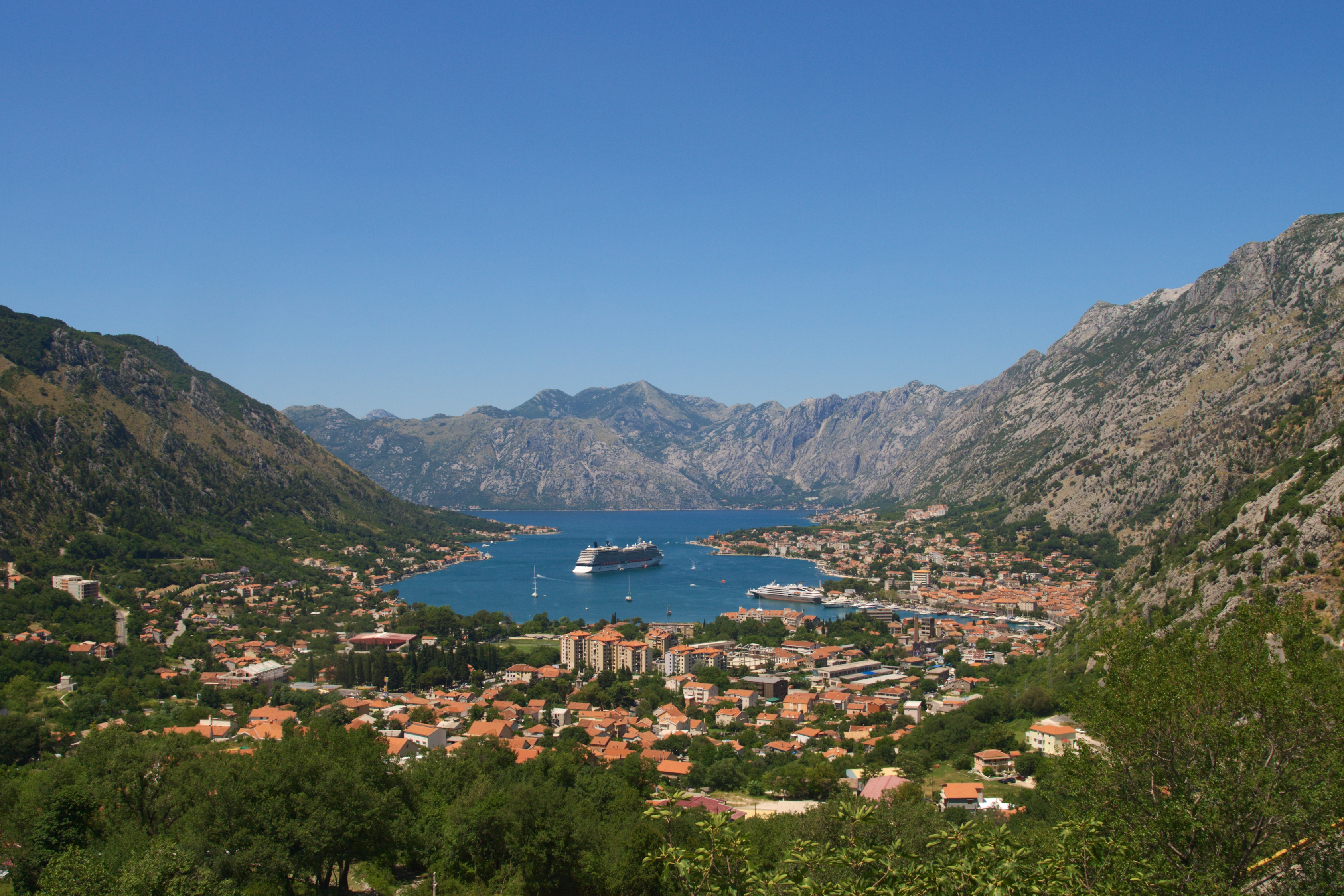
Kotori-öböl

Montenegró 1–10 km széles tengerpartja Igalo település és a Buna folyó között fekszik 283 km hosszan. Az északi szomszéd Horvátországhoz képest Montenegrónak nincsenek nagy kiterjedésű lakott szigetei. A sötétkék színű tengervíz rendkívül tiszta, a magasból több 10 méteres is lehet az átláthatósága.
A partvonalon végighaladva számtalan öböllel találkozunk, közülük a legnagyobb a Kotori-öböl, melynek bejáratánál, a Trašte-öbölnél kialakult Plava špilja (Kék-barlang) a legnevezetesebb.
A montenegrói strandok világszerte híresek. Sziklás, homokos és kavicsos partszakaszok váltják egymást, melyek közül a leghosszabb a 13 km-es Velika Plaza Ulcinjban.

### Vízrajz

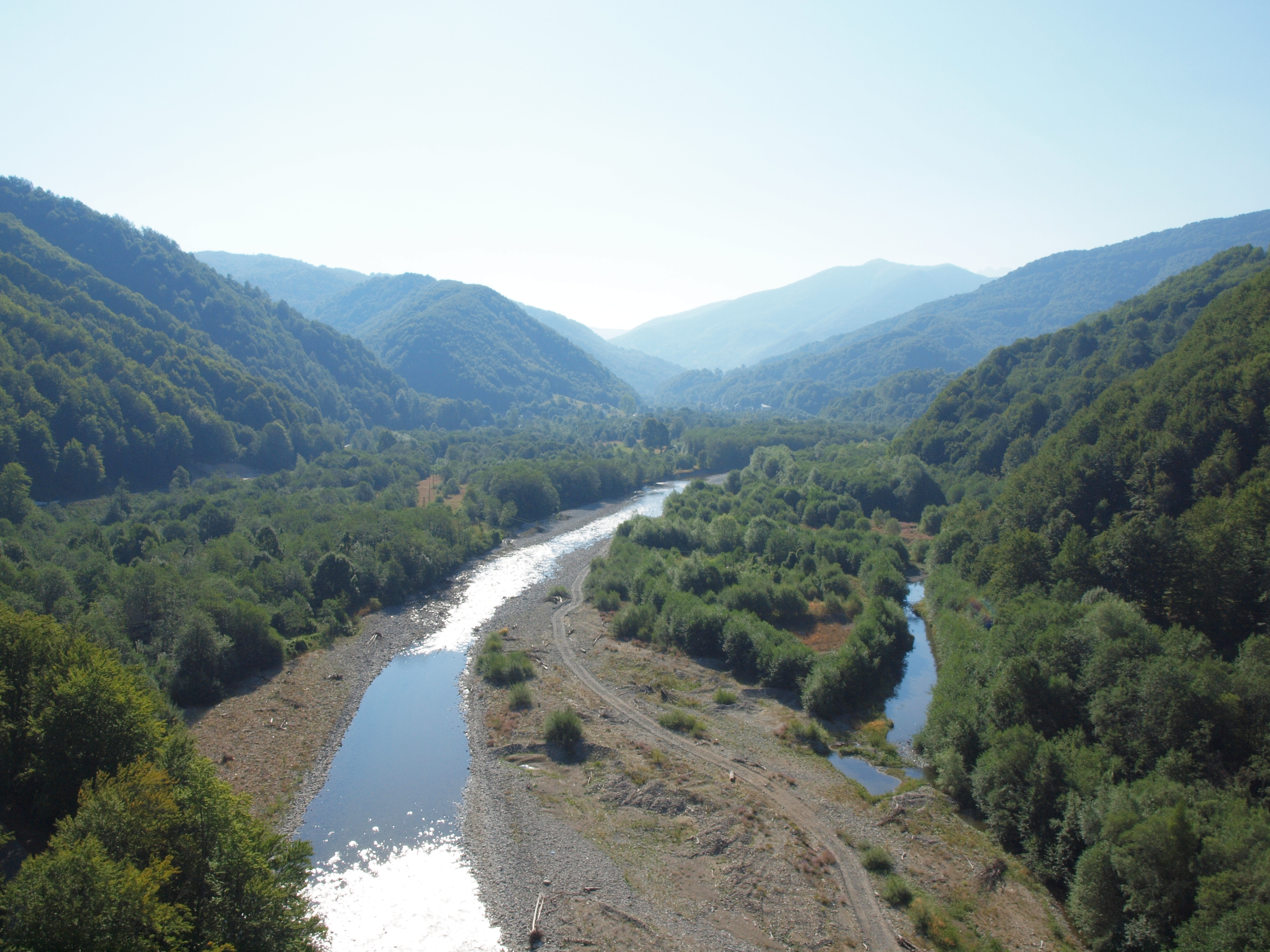
A Tara-kanyon

Az ország két, északi és déli vízgyűjtőjén a Fekete-tenger és az Adriai-tenger osztozik. Az északi részén lehulló csapadékokat a Piva, a Tara és a Lim folyók gyűjtik össze és a Drina folyón keresztül vezetik a Dunába. A déli területekről a Morača és a Zeta folyók szállítják a vizeket az Adriai-tenger irányába.
A kis állam leghosszabb folyója a 140 km-es Tara. Montenegróban mindössze három olyan folyó van, amelynek a forrása és a torkolata is Montenegró területén található, ezek a Morača, a Zeta és a Piva. Ezen vízfolyások a mészkőhegységekben keskeny völgyeket, kanyonokat alakítottak ki. A leghíresebb a 82 km-es hosszúságú Tara-kanyon, amely a helyenként 1300 méteres mélységével rekordtartó Európában. A Tara folyó völgye a Durmitor Nemzeti Park részeként UNESCO világörökség.
A Crnojevića folyó az egyetlen hajózható folyó az ország területén.
Az ország és egyben a Balkán-félsziget legnagyobb állóvize a Shkodrai-tó (391 km²). A tó közel 60 %-a esik montenegrói területre, 40 %-ban Albániához tartozik.
A hegyekben olyan tengerszemekkel találkozunk, mint a Fekete-tó.

## Földrajzi adatok
Földrajzi koordináták: é. sz. 42° 46′, k. h. 19° 13′42.766667°N 19.216667°E
Terület - összehasonlítása: némileg kisebb Connecticut államnál
Terület - összesen: 13 812 km²
- Szárazföld: 13 452 km²
- Víz: 360 km²

Határvonal hossza - tengerpart: 283 km
Határvonal hossza - nemzetközi: 614 km (összesen)
- Bosznia-Hercegovinával: 225 km
- Szerbiával: 175 km
- Albániával: 172 km
- Koszovóval: 28 km
- Horvátországgal: 14 km

Megművelt mezőgazdasági területek: 517 000 ha
Területhasználat:
- szántó: 12,45 %
- állandó termények: 1,16 %
- egyéb: 86,39 %

Öntözött területek: 24,12 km²
Jellegzetes pontok:
- Legalacsonyabb pont
  - Adriai-tenger - 0 m
- Legmagasabb pont
  - Zla Kolata - 2 534 m
- Legészakibb pont:
  - Moćevići, Pljevlja - é. sz. 43° 32′, k. h. 18° 58′43.533333°N 18.966667°E
- Legdélibb pont:
  - Mala Ada, Ulcinj - é. sz. 41° 55′, k. h. 19° 22′41.916667°N 19.366667°E
- Legkeletibb pont:
  - Jablanica, Rožaje - é. sz. 42° 53′, k. h. 20° 21′42.883333°N 20.350000°E
- Legnyugatibb point:
  - Prijevor, Herceg Novi - é. sz. 42° 29′, k. h. 18° 26′42.483333°N 18.433333°E

## Fordítás
- Ez a szócikk részben vagy egészben  a   Geography of Montenegro című angol Wikipédia-szócikk ezen változatának fordításán alapul.  Az eredeti cikk szerkesztőit annak laptörténete sorolja fel. Ez a jelzés csupán a megfogalmazás eredetét és a szerzői jogokat jelzi, nem szolgál a cikkben szereplő információk forrásmegjelöléseként.